# 科洛尼亞 (桑博爾區)
49°38′46″N 23°10′55″E / 49.64611°N 23.18194°E
科洛尼亞（烏克蘭語：Колонія），是烏克蘭西部的村莊，隸屬利維夫州的桑比爾區。該村面積0.22平方公里，2001年該城鎮人口17，人口密度每平方公里77.27人。